# آرخیپ کویندژی
آرخیپ کویندژی (روسی: Архи́п Ива́нович Куи́нджи؛ ۲۷ ژانویهٔ ۱۸۴۲ – ۲۴ ژوئیهٔ ۱۹۱۰) یک نقاش منظره با تبار یونانی اهل امپراتوری روسیه بود.

## نگارخانه

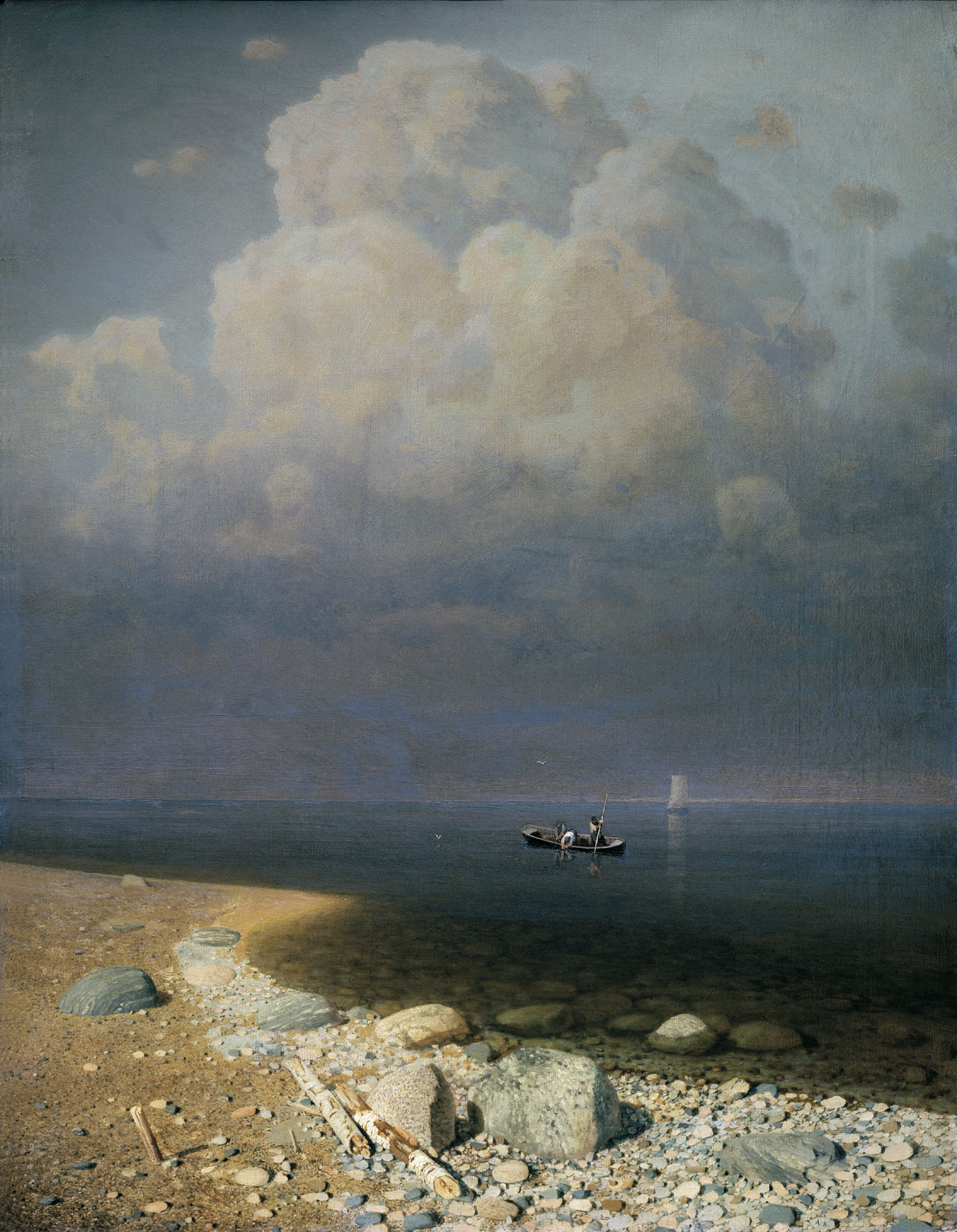
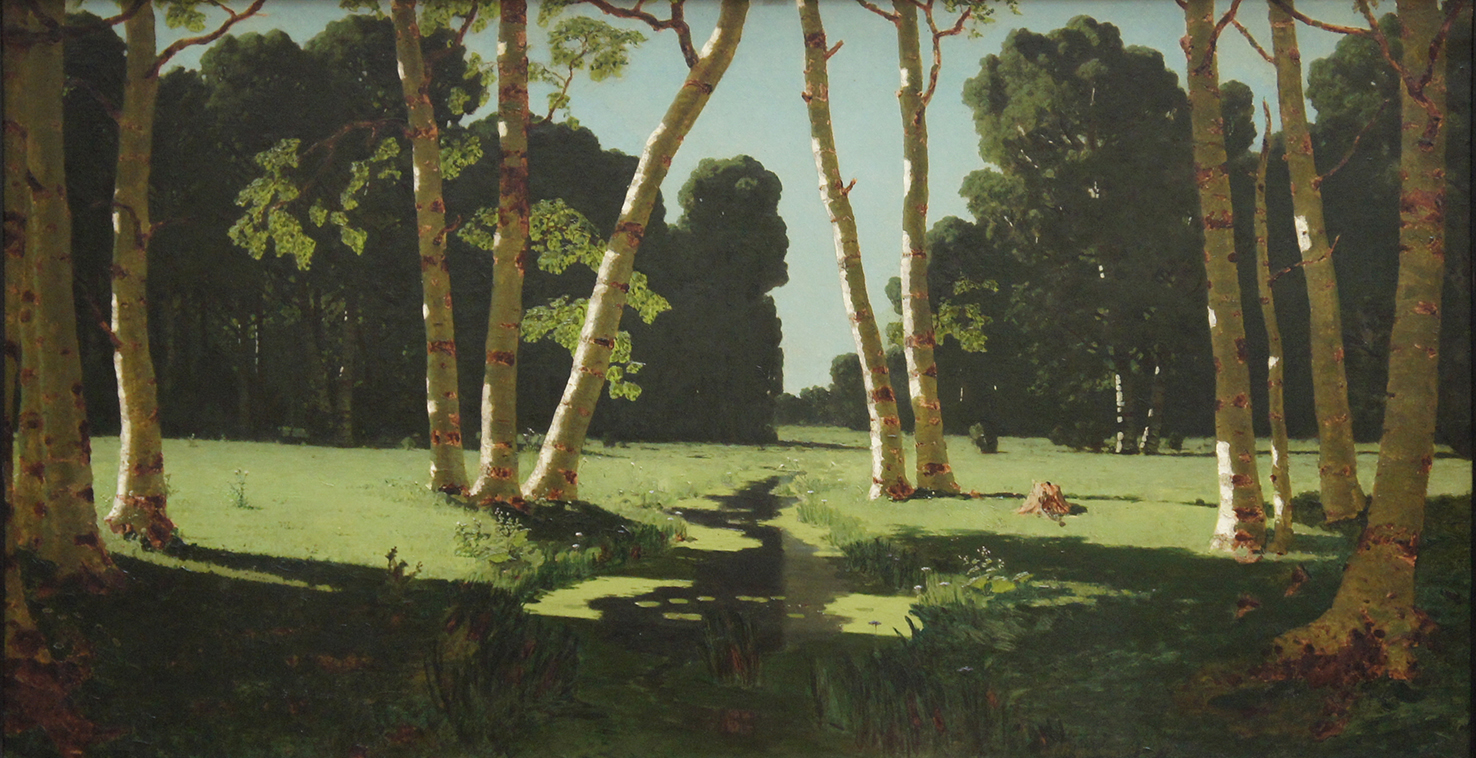
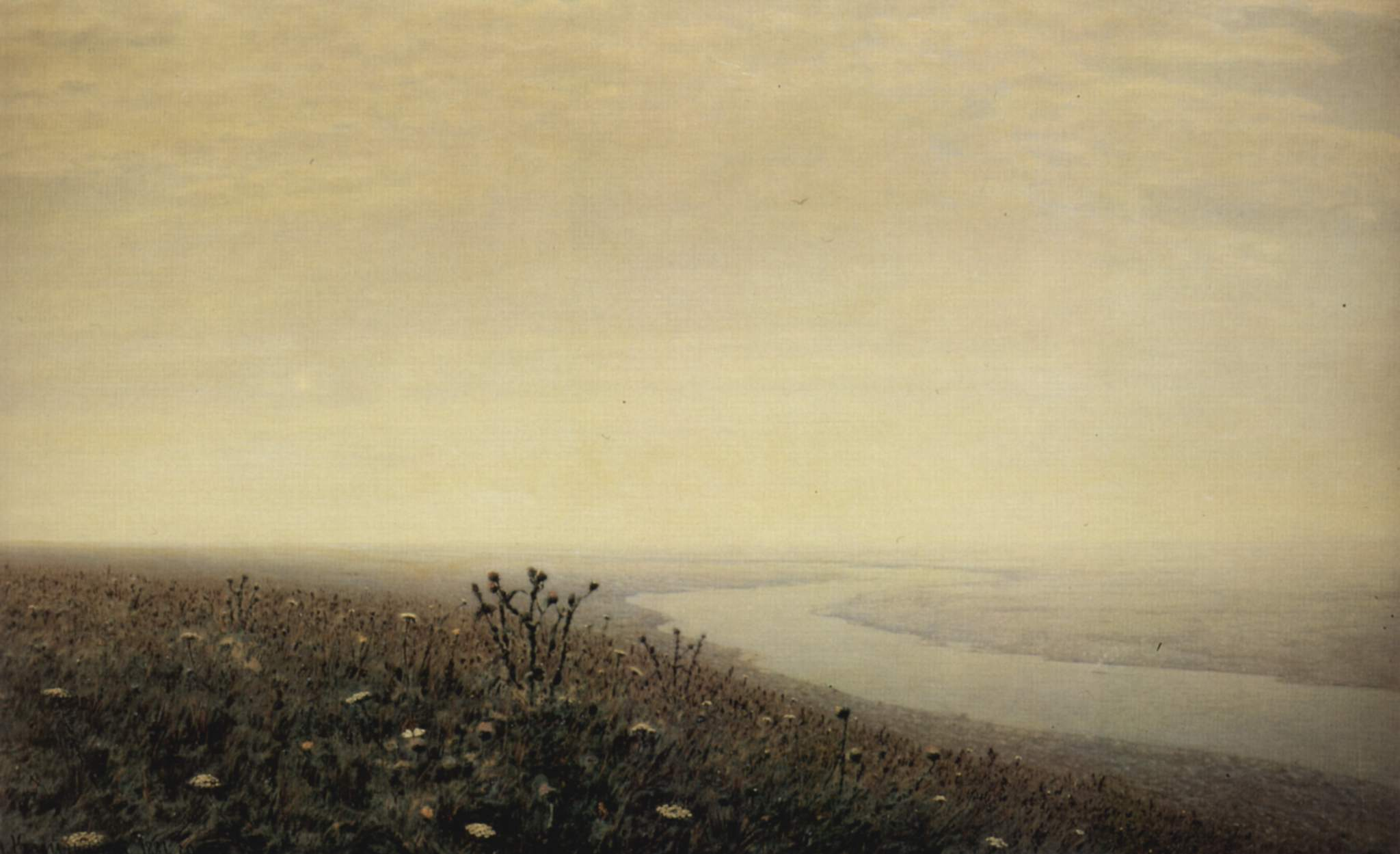
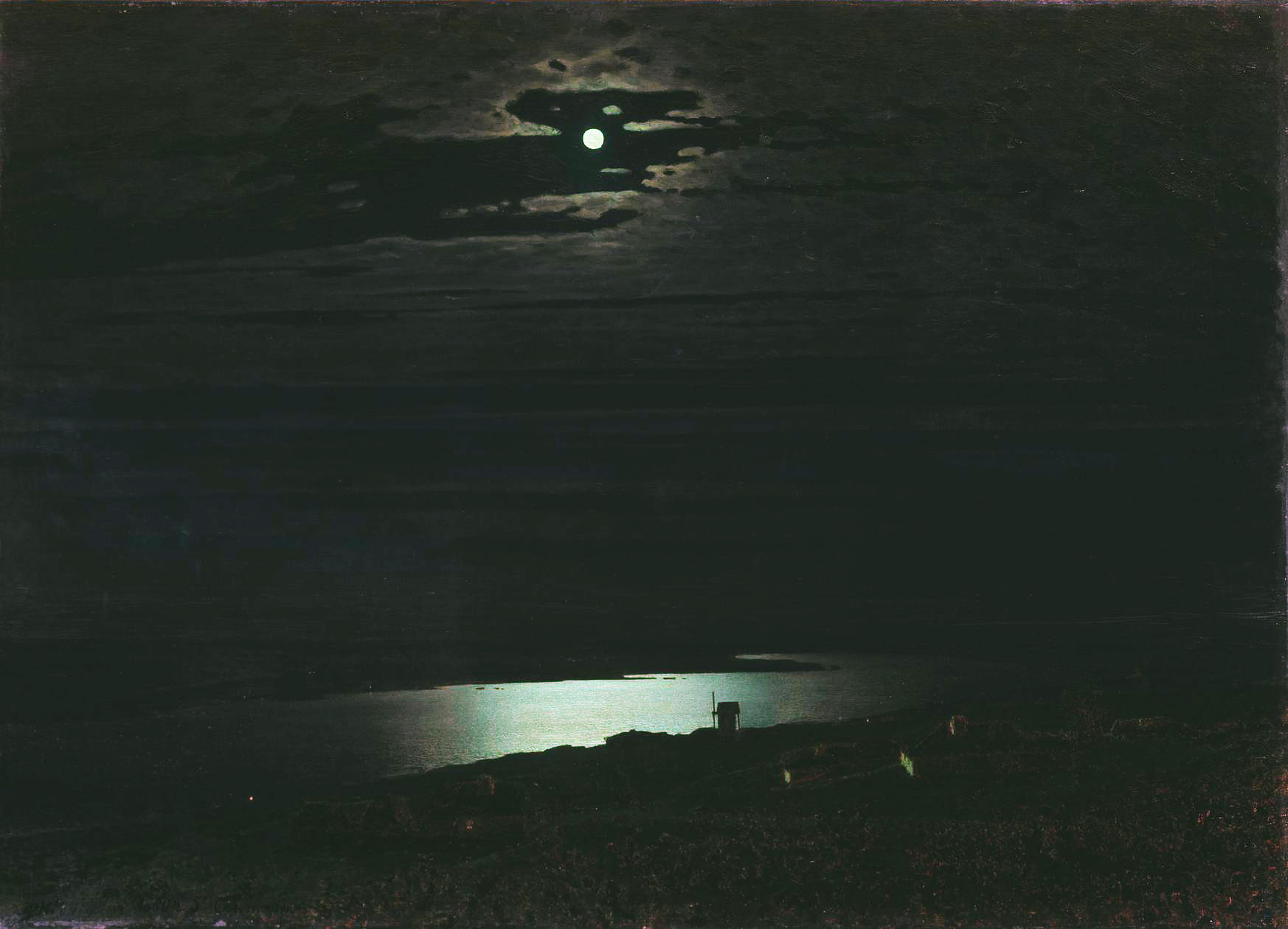
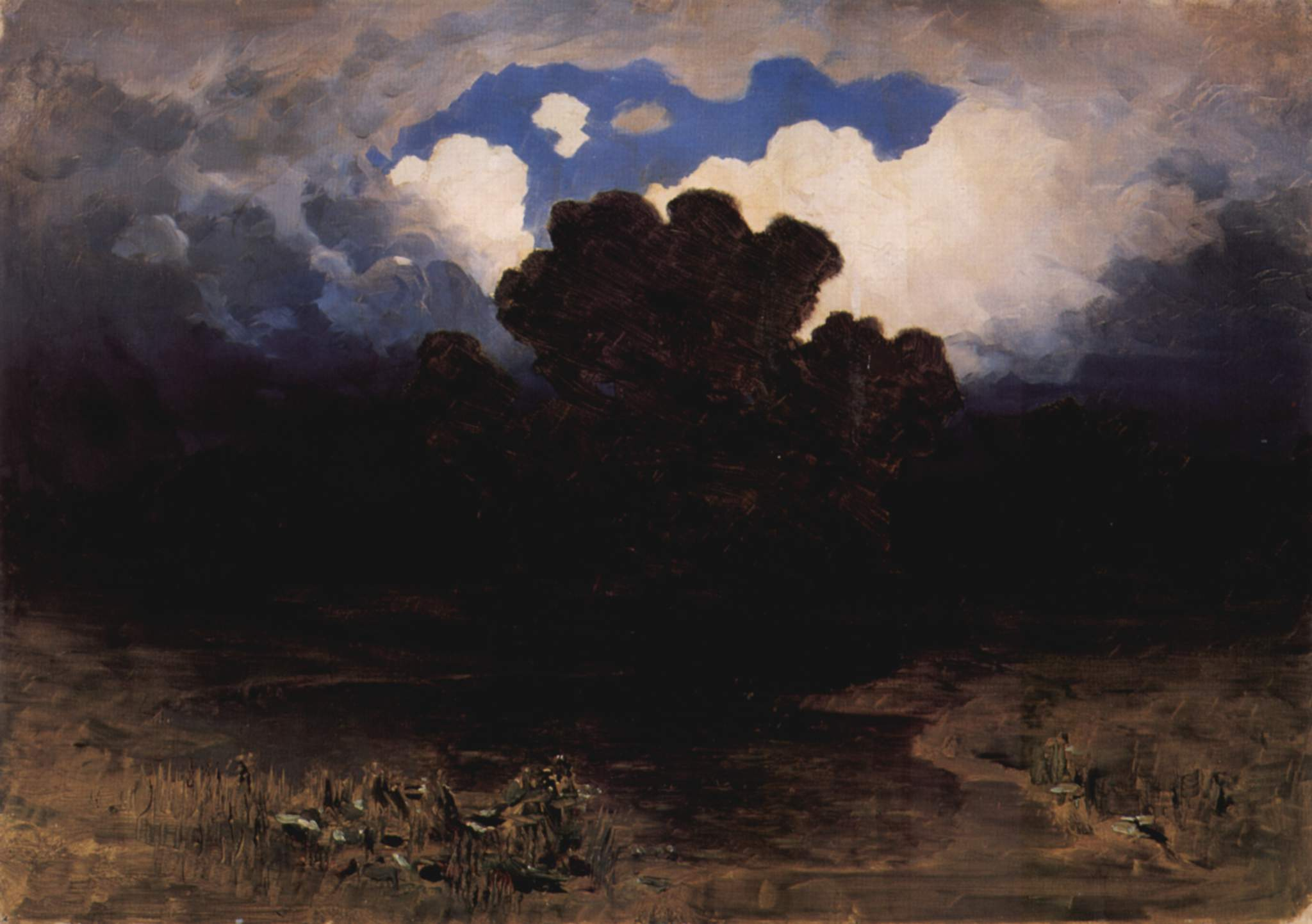
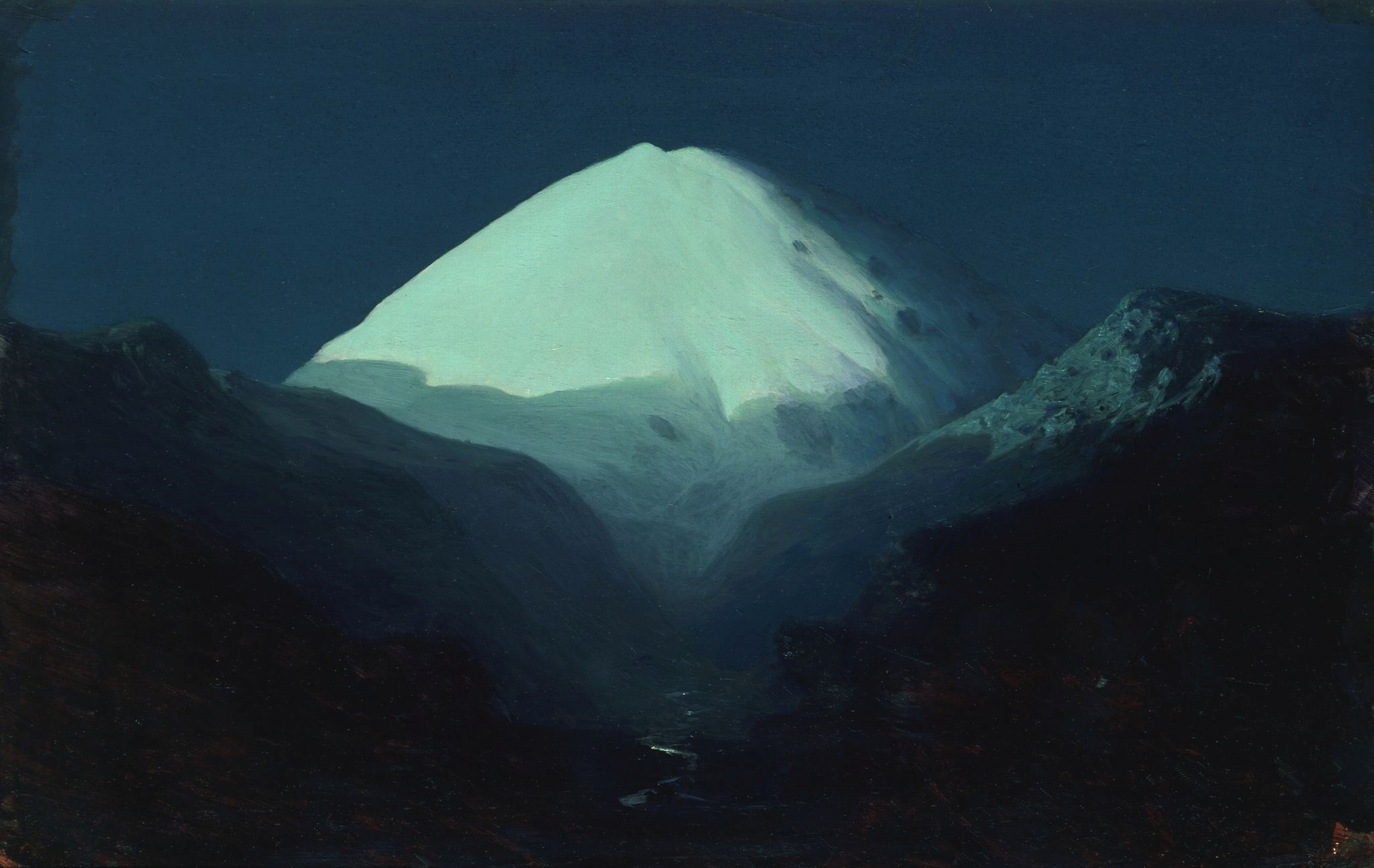
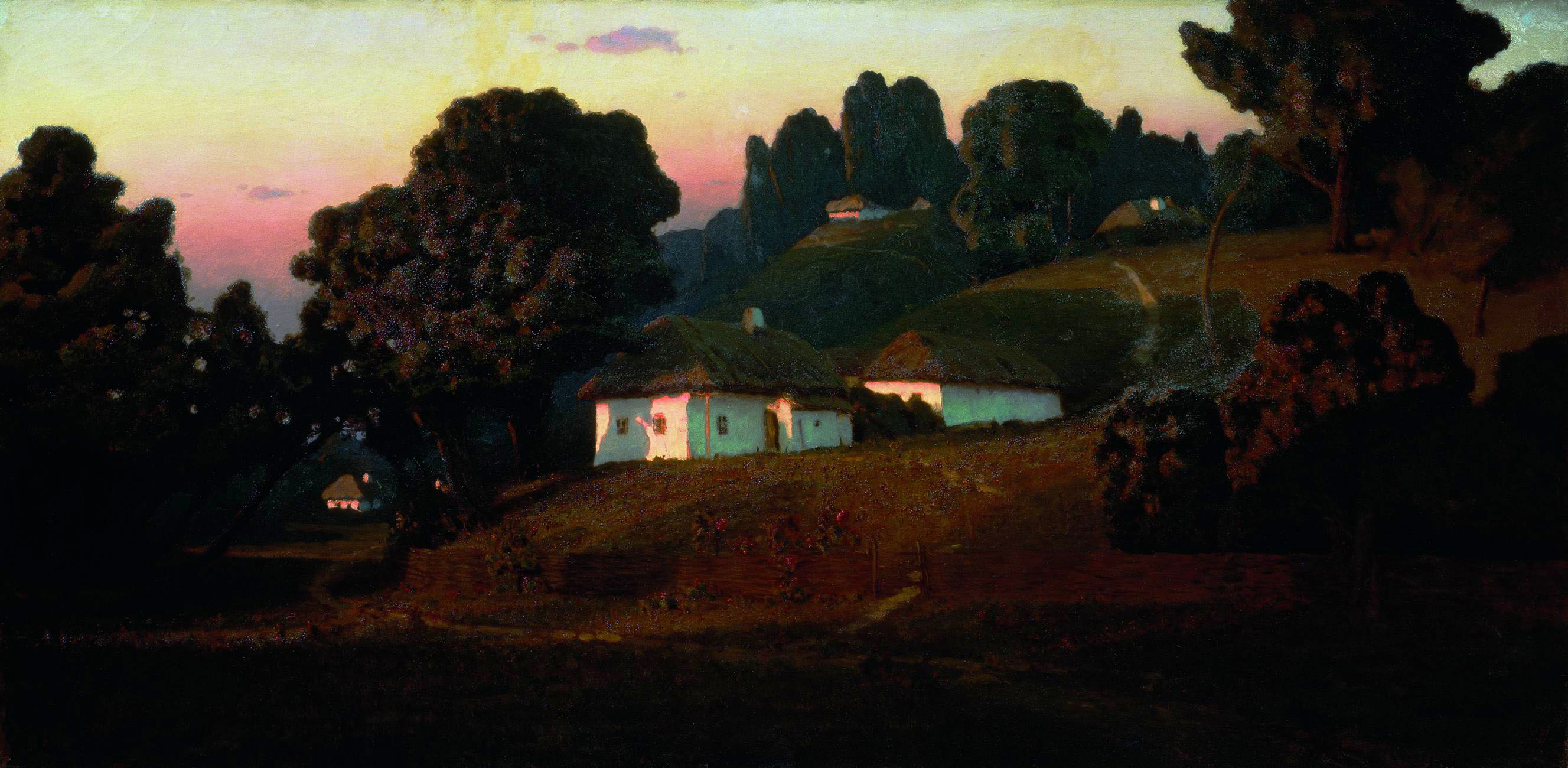
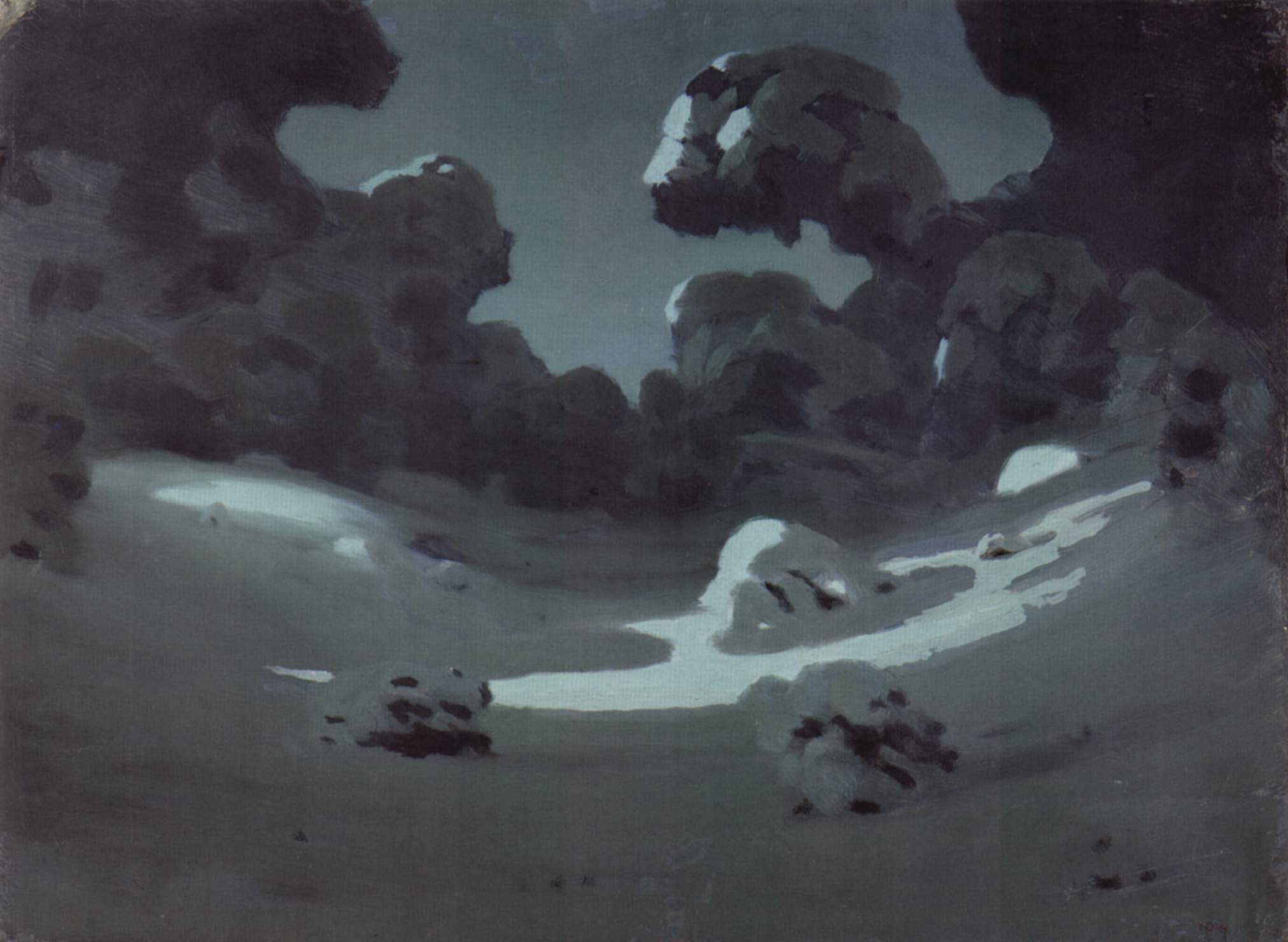